# Кураковщина (Кормянский район)
Кураковщина (бел. Куракаўшчына) — деревня в составе Коротьковского сельсовета Кормянского района Гомельской области Беларуси. 30 ноября 2007 года включена в состав городского посёлка Корма.

## География

### Расположение
В 1 км на юг от Кормы, в 56 км от железнодорожной станции Рогачёв (на линии Могилёв — Жлобин), в 109 км от Гомеля.

### Гидрография
На реке Кормянка (приток реки Сож).

## Транспортная сеть
Транспортные связи по автодорогам, которые отходят от Кормы. Планировка состоит из длинной почти широтной ориентации улицы с переулками. Застройка двусторонняя, преимущественно деревянная усадебного типа.

## История
Согласно письменным источникам известна с начала XIX века как деревня в Рогачёвском уезде Могилёвской губернии. В 1859 года в составе поместья Корма, владение помещика М. Ф. Быковского. В 1880-е годы открыт хлебозапасный магазин. В 1909 году 426 десятин земли, в Кормянской волости.
С 20 августа 1924 года до 19 сентября 1963 года центр Кураковщинского сельсовета Кормянского района Могилёвского (до 26 июля 1930 года) округа, с 20 февраля 1938 года Гомельской области. Рядом находился совхоз имени П. Л. Войкова. В 1930 году организован колхоз «Красный Октябрь», работали винзавод (с 1919 года), кузница (с 1925 года), маслосырзавод (с 1925 года), столярная мастерская (с 1931 года). Согласно переписи 1959 года в составе совхоза «Кормянский» (центр — деревня Коротьки).

## Население
- 1816 год — 27 дворов.
- 1897 год — 47 дворов, 287 жителей (согласно переписи).
- 1909 год — 52 двора, 362 жителя.
- 1959 год — 397 жителей (согласно переписи).
- 2004 год — 128 хозяйств, 288 жителей.